# Forstwiesen
Forstwiesen ist ein Gemeindeteil des Marktes Manching im nördlichen Landkreis Pfaffenhofen an der Ilm. Die Siedlung wurde an der durch das Feilenmoos führenden heutigen Staatsstraße 2335 als streng angelegtes Straßendorf mit gleichförmigen Siedlungshäusern gegründet.

## Geographie
Das nördlich des Feilenforstes gelegene Feilenmoos ist eine auf rund 17 Quadratkilometer ausgedehnte Niederung zwischen der Stadt Geisenfeld und dem Markt Manching in Oberbayern. Durch den seit einigen Jahrzehnten durchgeführten Kiesabbau besteht das Feilenmoos heute zu nahezu der Hälfte der Fläche aus Baggerseen, die auch als Naherholungsgebiet genutzt werden. Nördlich abgegrenzt wird das Gebiet durch den Flugplatz Ingolstadt-Manching.

## Geschichte
Das Feilenmoos wurde einst durch Stauungen der teils noch anders verlaufenden Fluss- und Bachläufe häufig überflutet. Die teils vermoorte Landschaft war durch Tümpel sowie Birken- und Buschbewuchs geprägt, was eine landwirtschaftliche Nutzung bis auf die Streugewinnung so gut wie unmöglich machte. Im Jahre 1893 wurde begonnen, das Land durch umfangreiche Entwässerungsgräben zu erschließen und Verbindungswege zwischen Geisenfeld, Manching, Baar und Ernsgaden anzulegen. Infolge des Absinkens des Grundwassers konnten sich Streu- und Wiesengräser nicht mehr entwickeln, so dass die ohnehin schon kärgliche landwirtschaftliche Nutzungsmöglichkeit des Gebiets wegfiel.
Zur Behebung von Missernten begann im Jahre 1894 die von der Königlich Bayerischen Staatsregierung ins Leben gerufene Landeskulturkommission mit Versuchen zur Entwässerung von Moor- und Ödlandflächen. Um die Kultivierung des Landes voranzutreiben, wurde 1908 der Muster- und Forschungsbetrieb „Baumannshof“ der Landesanstalt für Moorwirtschaft errichtet, benannt nach dem Direktor der Königlich Bayerischen Moorkulturanstalt,  Anton Baumann. Das Gut Baumannshof ist heute eine Versuchsstation der Bayerischen Landesanstalt für Landwirtschaft und verfügt im Feilenmoos über 145 Hektar landwirtschaftlich genutzte Fläche. Versuchsschwerpunkte sind unter anderem die Erhaltung der Nutztierrasse Pinzgauer, Fütterungsversuche bei Mastschweinen und der Anbau von Heil- und Gewürzpflanzen.
Von dem ursprünglich 1200 Tagwerk umfassenden Staatsgut wurden später 300 Tagwerk für Siedlungszwecke freigegeben. Von 1920 bis 1923 wurden 14 Siedlerstellen, in den Jahren 1934/35 zwei weitere, jeweils in einer Größe zwischen sechs und zehn Hektar, errichtet. Die Siedlung erhielt den Namen Forstwiesen, zählte im Jahre 1933 22 Familien mit 86 Personen, die zur politischen Gemeinde und Schule Manching gehörten, kirchlich jedoch zu Geisenfeld, bis 1937 die Diözesan- und somit Pfarreigrenzen geändert wurden.